# Ratpenat de ferradura de les illes Natuna
El ratpenat de ferradura de les illes Natuna (Rhinolophus nereis) és una espècie de ratpenat endèmica d'Indonèsia.